# 미하엘라 도르프마이스터
미하엘라 도르프마이스터(독일어: Michaela Dorfmeister, 1973년 3월 25일~)는 오스트리아의 은퇴한 알파인 스키 선수이다. 1998년 동계 올림픽 여자 슈퍼대회전에서 은메달을 획득했고, 2006년 동계 올림픽에서 여자 활강과 여자 슈퍼대회전 부문에서 금메달을 획득하며 대회 2관왕에 올랐다. 또한 세계 선수권 대회에서 금메달 2개, 은메달 1개, 동메달 1개를 획득했으며, 알파인 스키 월드컵에서 1회 종합 우승 1회, 활강 부문 2회, 대회전 1회, 슈퍼대회전 2회, 복합 1회 우승을 차지했다.